# Borgnone

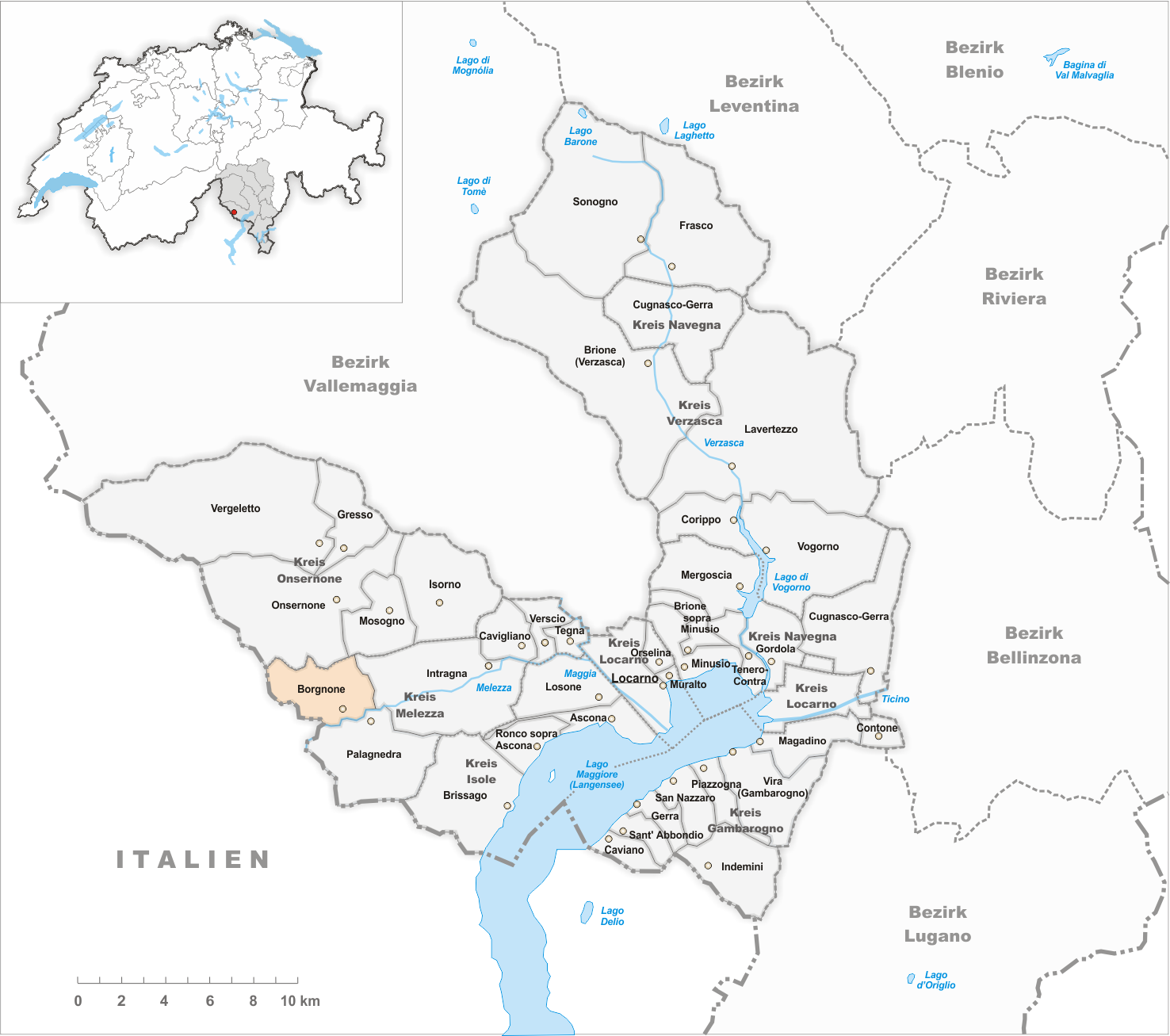
Gemeindestand vor der Fusion am 24. Oktober 2009

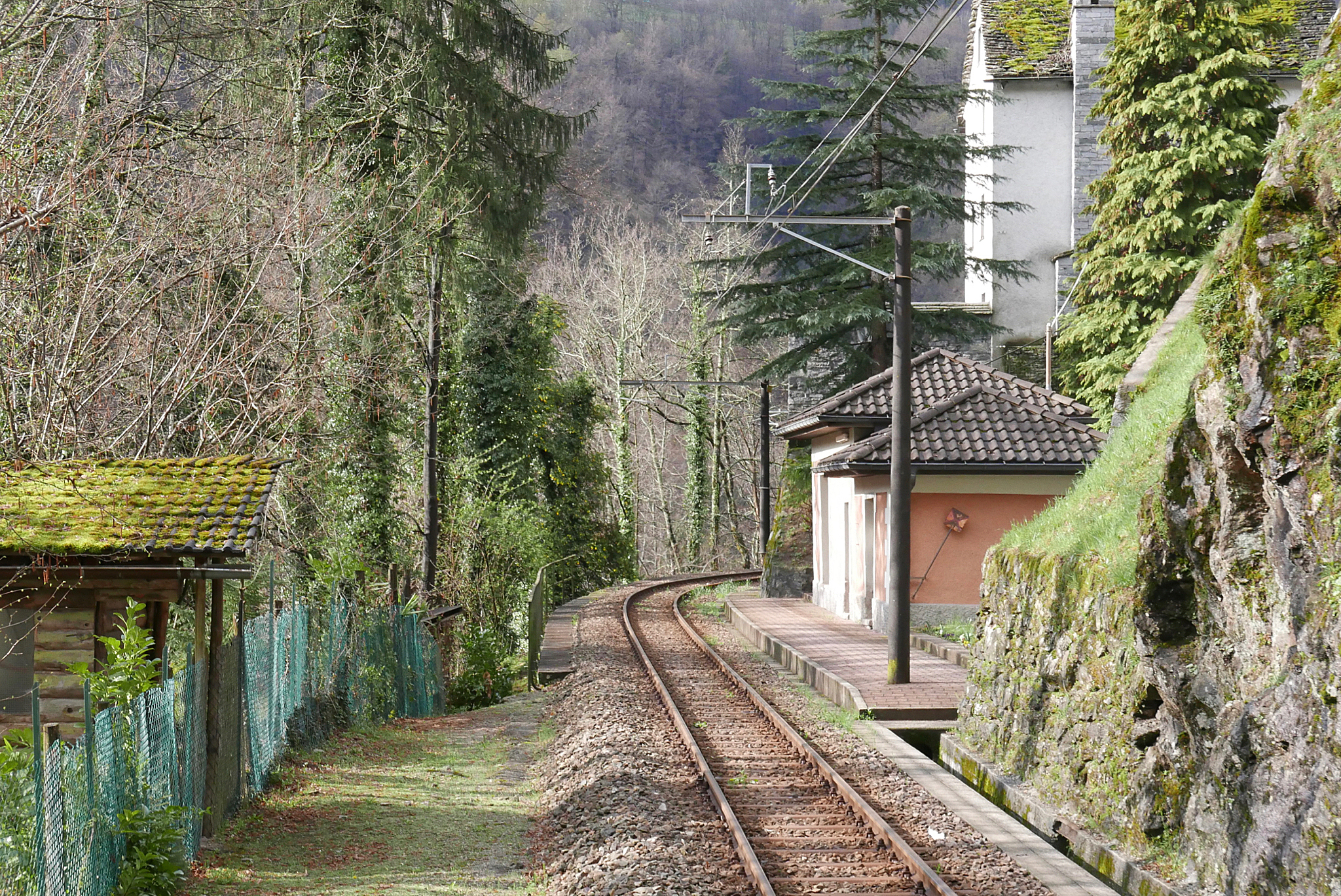
Bahnhof Borgnone-Cadanza

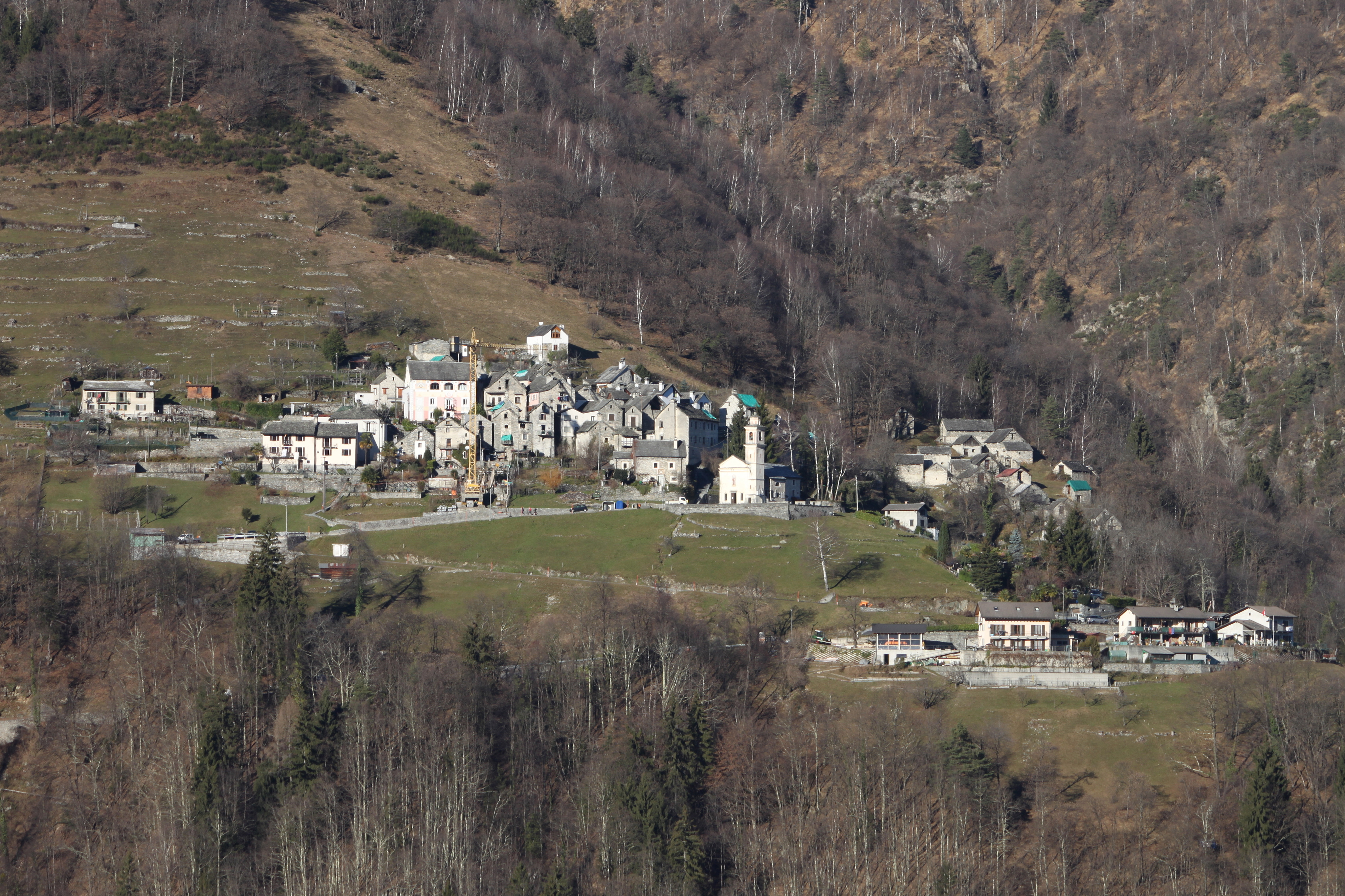
Weiler Lionza

Weiler Lionza

Borgnone (alpinlombardisch Burgnugn, Bòrgnong [burˈɲuɲ, bɔrˈɲoɲ]) ist ein Ortsteil der politischen Gemeinde Centovalli im Kanton Tessin, Schweiz. Borgnone liegt an der Grenze zur Region Piemont, Italien.

## Geographie

Luftbild (1953)

Zur einstigen Gemeinde gehören die drei Fraktionen Camedo – der heutige Siedlungsschwerpunkt von Borgnone an der Bahnlinie und Durchgangsstrasse unten im Tal – sowie die höher gelegenen Weiler Costa und Lionza. Die Nachbargemeinden waren Onsernone, Intragna, Mosogno und Palagnedra auf Schweizer Seite und Re in Italien.
Borgnone wird seit 1923 von der Centovallibahn erschlossen, die am Bahnhof Locarno beginnt und nach Italien durch das Valle Vigezzo als italienische Fortsetzung des Centovalli nach Domodossola führt.

## Geschichte
Das Dorf findet sich möglicherweise 1364 als Brugnono beziehungsweise sicher 1412 als Borgnoni erstmals erwähnt. Im Ortsnamen steckt das auf das Vorlateinische zurückgehende, mundartlich noch bekannte Wort bòrgna, bòrgn, das eine Unebenheit, eine Erhöhung im Gelände bezeichnet.
Im Mittelalter gehörte das Dorf zur Landschaft Locarno. Im 15. Jahrhundert eine Degagna, teilte die Siedlung zwischen dem 16. Jahrhundert und 1798 das Schicksal der Vogtei Locarno.
Nach der Aufteilung der alten Gemeinde Centovalli 1838 wurde Borgnone samt Lionza, Costa und Camedo eine selbständige Gemeinde.
Am 25. Oktober 2009 fusionierte Borgnone mit den Gemeinden Intragna und Palagnedra zur neu gebildeten Gemeinde Centovalli. Die Bürgergemeinde Borgnone ist aber nach wie vor selbständig.

## Bevölkerung
Einwohnerzahlen: Volkszählungsdaten

## Sehenswürdigkeiten
Die Dorfbilder der Fraktionen Borgnone, Costa und Lionza sind im Inventar der schützenswerten Ortsbilder der Schweiz (ISOS) als schützenswertes Ortsbild der Schweiz von nationaler Bedeutung eingestuft.
- Pfarrkirche Santa Maria Assunta[16][17] mit Hauptaltar (1625) von Bartolomeo Tiberino[18]. Die Kirche geht auf die Jahre 1364–1365 zurück; sie wurde wiederholt umgebaut.
- im Ortsteil Lionza: Sankt Antoniuskapelle, 17. Jahrhundert[16]
- im Ortsteil Lionza: Palazzo Tondù[16]
- im Ortsteil Costa: Sankt Annakapelle, 1668 vorgenommene Vergrösserung eines Vorgängerbaus[16]
- im Ortsteil Camedo: Sankt Laurentiuskapelle aus dem Anfang des 17. Jahrhunderts[16]
- Schalenstein im Piazza al Nuset (580 m ü. M.)[19]

## Persönlichkeiten
- Bartolomeo Tiberino (* um 1595 in Arona; † nach 1640 ebenda?), Künstler, Bildhauer und Altarbaumeister, Autor der Hochaltäre der Pfarrkirchen von Bironico (1624), Medeglia und Borgnone (1640)[20]
- Andrea Tondù (* um 1617 in Lionza; † nach 20. September 1696 in Parma), Kaufmann, Wohltäter.[21]
- Günter Grass (1927–2015), deutscher Schriftsteller, Bildhauer, Maler und Grafiker
- Gunda Dimitri (* 22. Februar 1934 in Basel; † 16. Mai 2020 in Borgnone), Künstlerin, Theaterleiterin und Malerin[22]
- Jakob Dimitri (1935–2016), Clown, Gründer der Scuola Teatro Dimitri in Verscio